# 342
Évszázadok: 3. század – 4. század – 5. század
Évtizedek: 290-es évek – 300-as évek – 310-es évek – 320-as évek – 330-as évek – 340-es évek – 350-es évek – 360-as évek – 370-es évek – 380-as évek – 390-es évek
Évek: 337 – 338 – 339 – 340 –  341 – 342 – 343 – 344 – 345 – 346 – 347

## Események

### Római Birodalom
- II. Constantius és Constans császárokat választják consulnak.
- Mikor az Antiochiában tartózkodó II. Constantius meghallja I. Paulus ismételt pátriárkává választását Konstantinápolyban, a városba küldi lovasságának parancsnokát, Hermogenészt, hogy váltassa le a főpapot. Érkezésekor zavargások törnek ki és Hermogenész házát felgyújtják, őt magát meglincselik és holttestét körbehordozzák Konstantinápolyban. A feldühödött császár a fővárosba indul, hogy leverje a lázadást, de a nép könyörögve elébe vonul, mire megbocsát nekik, csak ingyenes gabonaadagjukat csökkenti a felére. Paulust száműzik, az ariánus I. Makedoniosz foglalja el a pátriárkai széket.
- Constans császár legyőzi a frankokat és áttelepíti őket az Alsó-Rajnához a határ védelmére.

### Kelet-Ázsia
- A hszienpej vezetésű északkelet-kínai Korai Jen állam hadserege betör a koreai Kogurjóba és elfoglalja a fővárost. 50 ezer embert hurcolnak el rabszolgának, elfogják a királynét és a király anyját is. Kogugvon király elmenekül.
- Meghal a Csin-dinasztia (amely a korábbi birodalom csak egy töredék részét ellenőrzi, a többin kisebb-nagyobb szakadár államok jöttek létre) császára, Cseng. Utóda öccse, aki a Kang uralkodói nevet veszi fel.

## Születések
- Quintus Aurelius Symmachus, római politikus

## Halálozások
- július 26. – Csin Cseng-ti, kínai császár

## Fordítás
- Ez a szócikk részben vagy egészben  a(z)   342 című angol Wikipédia-szócikk ezen változatának fordításán alapul.  Az eredeti cikk szerkesztőit annak laptörténete sorolja fel. Ez a jelzés csupán a megfogalmazás eredetét és a szerzői jogokat jelzi, nem szolgál a cikkben szereplő információk forrásmegjelöléseként.